# Miki Nonaka
Miki Nonaka (野中美希, Nonaka Miki, née le 7 octobre 1999 à Shizuoka au Japon) est une chanteuse et danseuse japonaise du Hello! Project, membre du groupe de J-pop Morning Musume depuis 2015.

## Biographie
Ayant vécu enfant quelques années aux États-Unis avec sa famille expatriée, Miki Nonaka parle couramment l'anglais. Elle se présente en 2014 à l'audition destinée à choisir de nouvelles chanteuses pour faire partie du groupe phare du Hello! Project, Morning Musume, et est sélectionnée par son producteur Tsunku : le 30 septembre 2014, lors de la tournée d'automne du groupe, elle est officiellement présentée au public comme nouvelle membre de la "12e génération" du groupe, à près de 15 ans,, aux côtés d'une autre participante à l'audition, Haruna Ogata, et de deux élèves du Hello! Pro Kenshuusei, Maria Makino et Akane Haga.
Elle rejoint officiellement le groupe le 1er janvier 2015, alors qu'il est renommé "Morning Musume '15" pour l'année. Elle sort son premier disque avec lui en avril suivant, le single Seishun Kozō ga Naiteiru / Yūgure wa Ameagari / Ima Koko Kara.
Elle participe en juin 2015 à la comédie musicale Triangle avec le groupe, ainsi qu'à sa bande originale.
Miki Nonaka s'est blessée après une chute le 9 février 2016. Il est diagnostiqué une fracture du 5e métatarse du pied gauche ; elle sera en conséquence absente du concert Hello! Project 2016 Winter ~Dancing! Singing! Exciting!~ et des prochains événements de Morning Musume et est mise au repos pendant 4 semaines.

## Discographie

### Avec Morning Musume
Singles
- 15 avril 2015 : Seishun Kozō ga Naiteiru / Yūgure wa Ameagari / Ima Koko Kara
- 19 août 2015 : Oh My Wish! / Sukatto My Heart / Ima Sugu Tobikomu Yūki
- 29 décembre 2015 : Tsumetai Kaze to Kataomoi / Endless Sky / One and Only
- 11 mai 2016 : Tokyo to Iu Kataomoi / The Vision / Utakata Saturday Night
- 23 novembre 2016 : Sexy Cat no Enzetsu / Mukidashi de Mukiatte / Sō ja nai
- 8 mars 2017 : Brand New Morning / Jealousy Jealousy
- 4 octobre 2017 : Jama Shinaide Here We Go! / Dokyū no Go Sign / Wakaindashi!
- 13 juin 2018 : Are you happy / A gonna
- 24 octobre 2018 : Furari Ginza / Jiyuu na Kuni Dakara / Y Jiro no Tochuu
- 12 juin 2019 : Jinsei Blues / Seishun Night
- 22 janvier 2020 : KOKORO&KARADA / LOVEpedia / Ningen Kankei No way way
- 16 décembre 2020 : Junjou Evidence / Gyuu Saretai Dake na no ni
- 8 décembre 2021 : Teenage Solution / Yoshi Yoshi Shite Hoshii no / Beat no Wakusei
- 8 juin 2022 : Chu Chu Chu Bokura no Mirai / Dai Jinsei Never Been Better! / I WISH
- 21 décembre 2022 : Swing Swing Paradise / Happy birthday to Me!
- 25 octobre 2023 : Suggoi FEVER! / Wake-up Call~Mezameru Toki~ / Neverending Shine
- 14 août 2024 : Nandaka Sentimental na Toki no Uta / SaiKIYOU

Digital Singles
- 3 novembre 2017 : Ai no Tane (20th Anniversary Ver.) (Morning Musume 20th)
- 30 novembre 2017 : Gosenfu no Tasuki
- 28 janvier 2018 : Hana ga Saku Taiyou Abite

Albums
- 6 décembre 2017 : 15 Thank You, Too
- 31 mars 2021 : 16th ~That's J-POP~
- 27 novembre 2024 : 'Professionals-17th

Mini-album
- 15 juillet 2015 : Engeki Joshi-bu Musical "Triangle" Original Soundtrack
- 7 février 2018 : Hatachi no Morning Musume (Morning Musume 20th)

Compilation
- 20 février 2019 : Best! Morning Musume 20th Anniversary

## Divers
DVD
- 7 mai 2015 : Greeting ~Nonaka Miki~ (Greeting ~野中 美希~)

Comédie musicale
- juin 2015 : Engeki Joshi-bu Musical "Triangle" (演劇女子部 ミュージカル「TRIANGLE-トライアングル-」)